# 马墨耳斯谷

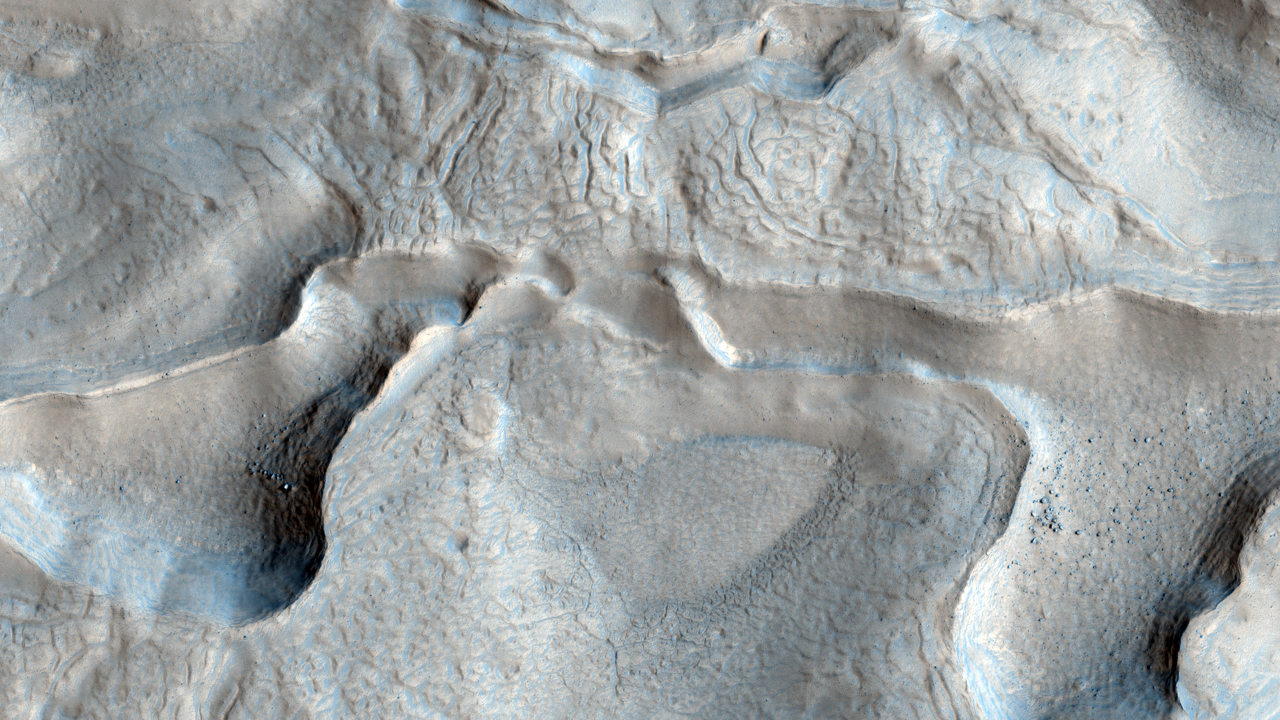
马墨耳斯谷附近的冰川流状特征，悬崖和山丘看起来像太妃糖般扭曲，这可能是地下冰缓慢移动的结果。注意顶部中间的图案地面。这些小尺寸结构可能是地下冰升华（蒸发）与地面太妃糖状位移相结合形成的结果，该图像宽约1公里。

马墨耳斯谷(Mamers Valles)是火星北部一道蜿蜒修长峡谷中的一组河谷，它们从塞鲁利陨击坑（Cerulli）一路绵延往北，穿越崎岖坑洼的阿拉伯高地腹地，抵达辽阔的北方大平原边缘附近的都特罗尼勒斯桌山群，全程长约1000多公里，这些河谷平均宽25公里，深达1200米。
最流行的理论认为峡谷可能是由从南向北倾泻的水流或熔岩形成，其他物质则从斜坡流向谷底。根据该理论，谷底的线状特征表明可能存在冰流，目前冰可能很丰富。马默耳斯谷形成的年代可追溯到约38亿年前的赫斯珀里亚纪早期。
马墨耳斯谷西北边缘有一条靠近谷口的箱形供源峡谷（见照片右下角底部），这种峡谷（具有弧形斗壁，没有明显的地上侵扰物）被普遍推定是由渗透性侵蚀过程所形成。但也有人认为这一侧峡谷是由灾难性洪水泛滥形成的（Lamb，2008）。通过对比美国爱达荷州箱形峡谷，该种情况得到了印证，箱形峡谷具有相似的形态，并表现出存在过大体积流量的诸如跌水潭、斗壁崖岩冲刷和斗壁边崖切口等特征。  
1976年，马墨耳斯谷以奥斯坎语中“火星”一词的称呼进行了命名。

## 图集

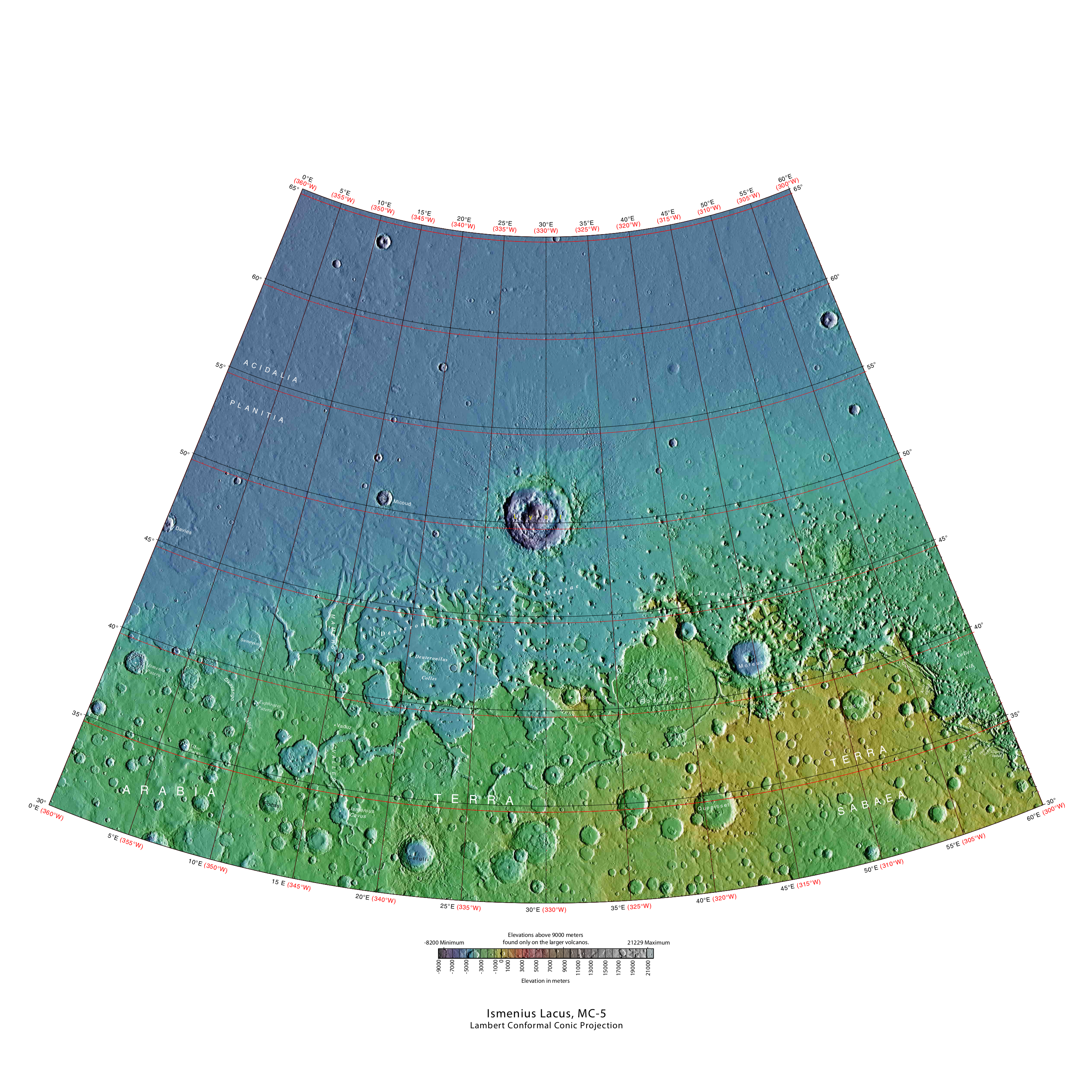
伊斯墨纽斯湖区地形图
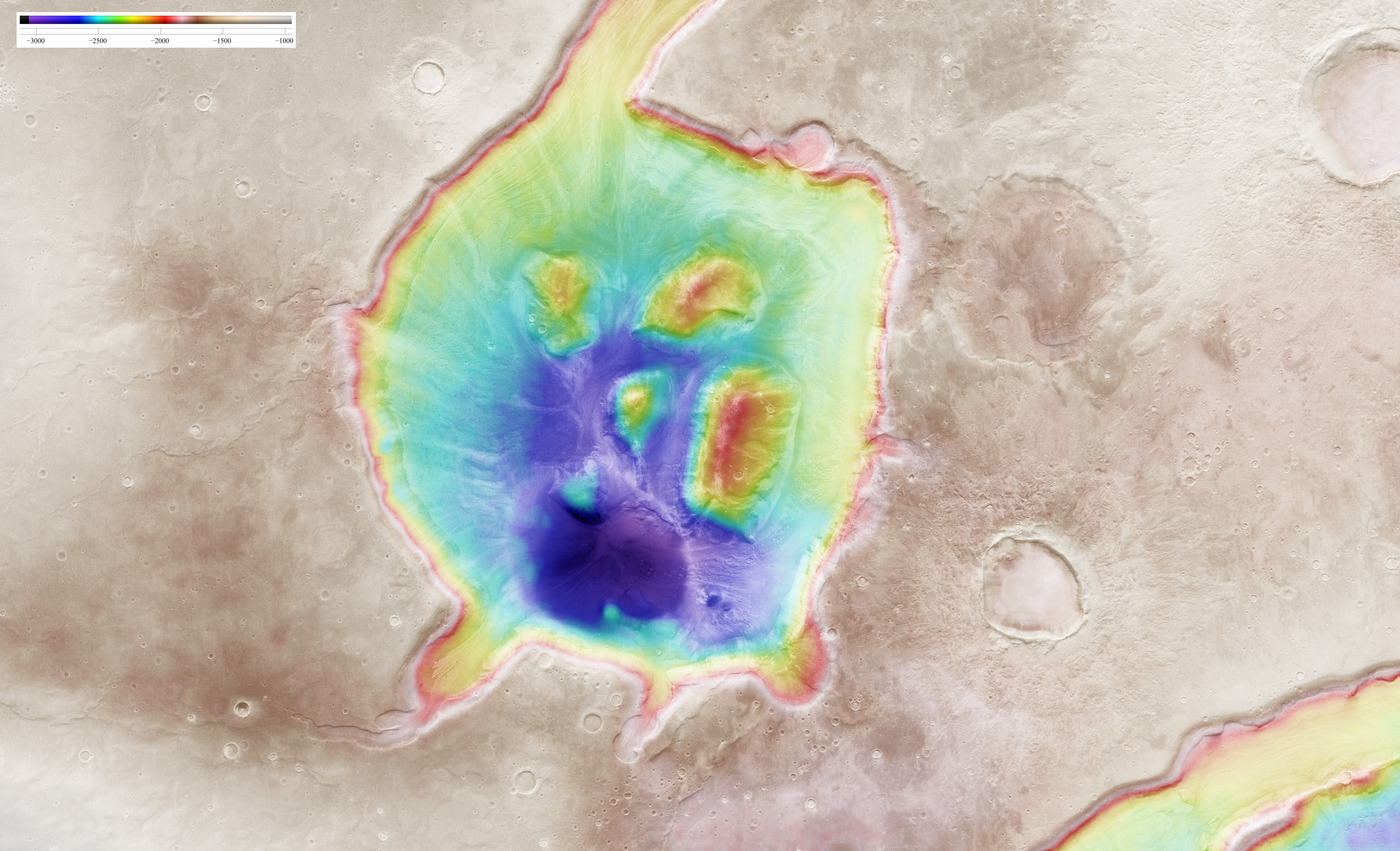
马墨耳斯谷的陨石坑
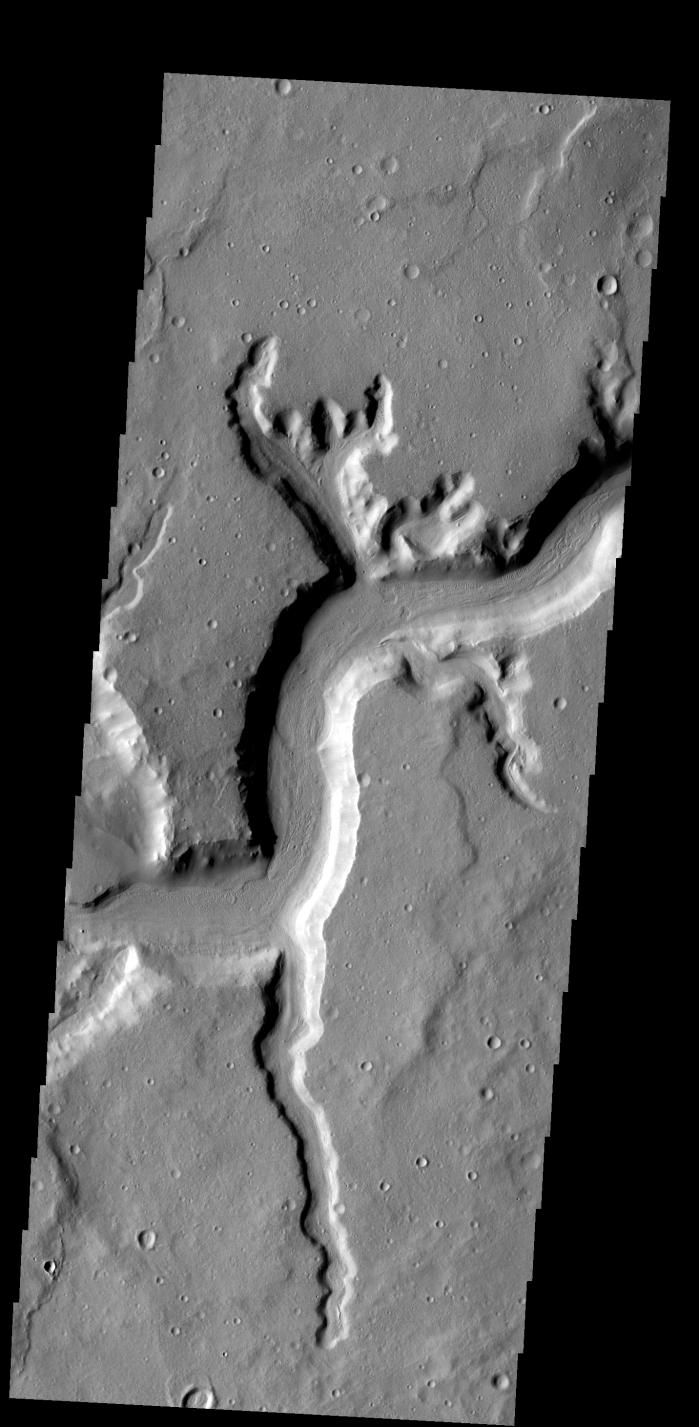
马墨耳斯谷